# عدنان مردم بك
عدنان خليل مردم بك (24 سبتمبر 1917 - 18 أكتوبر 1988) محامي وكاتب مسرحي وشاعر سوري. 
ولد في دمشق لأب شاعر معروف وهو خليل مردم بك ودرس فيها. حصل على الإجازة في الآداب عام 1936، ثم إجازة في الفلسفة عام 1937، ثم إجازة في الحقوق في 1940 من جامعة دمشق. عمل محاميًا حتى عام 1948 حيث عيّن قاضيًا للتحقيق في دمشق، ثمّ مستشارًا لمحكمة الحقوق الإستئنافيّة. له مجموعات شعرية ومسرحيات شعرية عديدة. طبعت ديوانه الكامل في 2014 باهتمام الهيئة العامة السورية وهو مسلم سني .

## سيرته
ولد عدنان/محمد عدنان بن خليل مردم بك في 24 سبتمبر 1917 / 8 ذو الحجة 1335 هـ في دمشق ونشأ بها في عائلة مردم بك وهو الابن الأكبر لوالده خليل مردم بك. تلقى دراسته في مدارس الآباء العازاريين والملك الظاهر، والكلية العلمية الوطنية، ولما نال الشهادة الثانوية عام 1936، انتسب إلى كلية الحقوق، وتخرج منها عام 1940. أتقن اللغتين: الإنجليزية والفرنسية، ودرس العربية على يد بعض أساتذتها من أعضاء مجمع اللغة العربية حينذاك. 

انتسب إلى اتحاد الكتاب العرب عام 1982 وأصبح عضواً بارزاً في جمعية الشعر ومنح عام 1987 شهادة الدكتوراه الفخرية، كان أيضاً عضواً في رابطة الأدب الحديث التي برئاسة محمد عبد المنعم خفاجي.

مارس المحاماة سبعة أعوام، ثم دخل سلك القضاء عام 1948، وظل يتدرج فيه حتى شغل منصب مستشار في محكمة النقض، ولما تقاعد عام 1967، انصرف إلى الأدب والشعر واستقبال الأصدقاء في ندوته التي كانت تعقد كل يوم أربعاء في بيته الواسع بسوق الحميدية. 

توفي عدنان مردم بك في 18 أكتوبر 1988 / 8 ربيع الأول 1409 هـ في دمشق ودفن في مقبرة العائلة في باب الصغير. 

## مهنته الأدبية
درس الأدب العربي على يد والده وكان لهذه الدراسة الأثر الكبير في ذوقه الأدبي، فنظم الشعر في سن مبكرة، ونشر قصائده قبل أن يتم الخامسة عشر من عمره في الصحف والمجلات، كمجلة البرق لصاحبها الأخطل الصغير، ومجلة العرفان التي كان يصدرها نزار الزين بعد والده عارف الزين، وفي أكثر صحف دمشق المعروفة. وعندما كان في السابعة عشرة من عمره نظم مسرحيتي مصرع الحسين وعبد الرحمن الداخل وكان قبل ذلك جرب قلمه في نظم وقعة فتح عمورية وأحداث قصة جميل بثينة. وجاءت بعد ذلك مجموعة من الأعمال المسرحية والشعرية المهمة. وقد ترجمت معظم مسرحياته إلى اللغة البولونية. ونالت مسرحية رابعة العدوية الجائزة الثالثة في مهرجان أسبوع الكتاب الصوفي، ومنج من أجلها لقب بروفيسور وذلك من قبل اللجنة الاستشارية ومن قبل اليونسكو. كما اعتبر من أعلام الشعر المسرحي في الببلوغرافيا العالمية التي تصدرها جامعة كمبردج، ومنح قبل وفاته لقب دكتور في الآداب تقديرًا له.

اهتم في شعره بالوصف، ولا سيما وصف أصحاب الحرف، كالخباز وبائع السوس وغيرهما. في رأي كامل سلمان الجبوري «ولا غرو فقد كان أحد شعراء المدرسة الشامية التي تعنى بالوصف عانية خاصة ومن أعلامها: خليل مردم بك، ومحمد البزم، وأنور العطار وشفيق جبري وغيرهم».

في 2014 أصدرت الهيئة العامة السورية للكتّاب، ديوان عدنان مردم بك ويتضمن مجموعة أعماله الكاملة الشعرية نجوى وصفحة ذكرى وعبير من دمشق ونفحات شامية وصور من التاريخ مضافاً إليها ديوانه المخطوط عالم الليل. 

ذكره عبد العزيز البابطين في معجمه وقال عنه «غلب على شعره الوصف حتى لقب به، والغنائية حتى صارت واحدة من أهم ملامح قصائده التي اعتمدت تصوير الطبيعة ومظاهرها، والتعمق في النفس الإنسانية عبر التأمل وسريان نزعة رومانسية واضحة، أفاد من علاقته بالمسرح رسْمه لمشاهد الحياة وتصويره لأصحاب الحرف، ومن عمله بالقانون في الالتحام بالنفس الإنسانية في حالات تأزمها مما كان له أثره في اتساع مجال رؤيته الشعرية، وقد التزم الموزون المقفى، حتى في مسرحياته التي سايرت صنيع أحمد شوقي من قبل، من حيث إخضاع الحوار للبحر الشعري. كما أن صوره المجازية لم تغادر الموروث الشعري العربي.» 

## مؤلفاته
- نجوى، ديوان شعر
- أبو بكر الشبلي
- الأتلنتيد
- ديوجين الحكيم
- المسرح المردمي: مأساة الحلّاج
- نفحات شامية، 1979
- ابن الرومي

حقق عدة كتب من إعداد والده منها:
- ديوان خليل مردم بك
- الشعراء والشاميون
- أعيان القرن الثالث عشر
- تقارير الخليل الدبلوماسية
- دمشق والقدس في العشرينات
- محاضرات الخليل
- يوميات الخليل

## وصلات خارجية
- «عدنان مردم» في موقع أرشيف المجلات